# Lagrangesche Inversionsformel
Die Lagrangesche Inversionsformel in der Mathematik entwickelt zu einer gegebenen analytischen Funktion die Potenzreihe der Umkehrfunktion.

## Aussage
Gegeben sei eine Gleichung
{\displaystyle z=f(w)}
mit einer am Punkt {\displaystyle a} analytischen Funktion {\displaystyle f} und {\displaystyle f^{\prime }(a)\neq 0}.
Dann ist es möglich, {\displaystyle f} zu invertieren, also die Gleichung nach {\displaystyle w} in Form einer formalen Potenzreihe {\displaystyle w=g(z)} aufzulösen:
{\displaystyle g(z)=a+\sum _{n=1}^{\infty }g_{n}{\frac {(z-f(a))^{n}}{n!}}}
mit
{\displaystyle g_{n}=\lim _{w\to a}\left[{\frac {d^{n-1}}{dw^{n-1}}}\left({\frac {w-a}{f(w)-f(a)}}\right)^{n}\right].}
Die Potenzreihe {\displaystyle g(z)} hat einen von 0 verschiedenen Konvergenzradius, d. h., sie ist eine analytische Funktion in einer Umgebung des Punktes {\displaystyle z=f(a)}.
Die Formel invertiert {\displaystyle f} als formale Potenzreihe in {\displaystyle z}. Sie kann zu einer Formel für {\displaystyle H(g(z))} mit einer beliebigen formalen Potenzreihe {\displaystyle H} erweitert und in vielen Fällen mit {\displaystyle f^{\prime }(a)=0} (dann eine „mehrwertige“ Funktion) verallgemeinert werden.
Der Satz wurde von Lagrange bewiesen und von Hans Heinrich Bürmann verallgemeinert, beides im späten 18. Jahrhundert. Es gibt Weiterentwicklungen in Richtung komplexe Analysis und Kurvenintegrale.

## Taylorreihe
Die obige Formel gibt für eine formale Potenzreihe {\displaystyle f} nicht direkt die Koeffizienten der formalen Umkehrfunktion {\displaystyle g} ausgedrückt in den Koeffizienten von {\displaystyle f}. Kann man die Funktionen {\displaystyle f} und {\displaystyle g} als formale Potenzreihe
{\displaystyle f(w)=\sum _{k=0}^{\infty }b_{k}{\frac {w^{k}}{k!}}\qquad \mathrm {und} \qquad g(z)=\sum _{k=0}^{\infty }c_{k}{\frac {z^{k}}{k!}}}
mit {\displaystyle b_{0}=0} und {\displaystyle b_{1}\neq 0} ausdrücken,
dann können die Koeffizienten der Inversen {\displaystyle g} mithilfe von Bell-Polynomen angegeben werden:
{\displaystyle c_{n}={\frac {1}{b_{1}^{n}}}\sum _{k=1}^{n-1}(-1)^{k}n^{(k)}B_{n-1,k}(a_{1},a_{2},\ldots ,a_{n-k})\qquad (n\geq 2)} ,
mit {\displaystyle a_{k}={\frac {b_{k+1}}{(k+1)b_{1}}},}    {\displaystyle c_{1}={\frac {1}{b_{1}}}}   und   {\displaystyle n^{(k)}=n(n+1)\cdots (n+k-1)}  als steigender Faktorielle.

## Explizite Formel
Die folgende explizite Formel gilt nicht nur für analytische Funktionen (über {\displaystyle \mathbb {R} } oder {\displaystyle \mathbb {C} }), sondern für alle formalen Potenzreihen über einem Ring {\displaystyle R} mit Eins.
Ist nämlich
{\displaystyle A(X)=\sum _{k=1}^{\infty }a_{k}X^{k}\in R[[X]]}
eine formale Potenzreihe, dann hat {\displaystyle A} genau dann eine (formale) Umkehrfunktion (ein formales kompositionelles Inverses)
{\displaystyle B(X)=\sum _{n=1}^{\infty }b_{n}X^{n}\in R[[X]]} ,
wenn der Koeffizient {\displaystyle a_{1}=A^{\prime }(0)} invertierbar (eine Einheit) in {\displaystyle R} ist.
Der einfacheren Rechnung halber substituieren wir {\displaystyle X} durch {\displaystyle a_{1}^{-1}Y} und schreiben
{\displaystyle C(Y):=A(a_{1}^{-1}Y)=:Y+\sum _{k=2}^{\infty }c_{k}Y^{k}}
mit {\displaystyle c_{k}:=a_{1}^{-k}a_{k}} für {\displaystyle k\geq 2}.
Die zugehörige formale Umkehrfunktion sei
{\displaystyle D(Y):=Y+\sum _{n=2}^{\infty }d_{n}Y^{n}},
so dass {\displaystyle C{\bigl (}D(Y){\bigr )}=D(Y)+\sum _{k=2}^{\infty }c_{k}{\bigl (}D(Y){\bigr )}^{k}=Y} ist.
Die Koeffizienten von {\displaystyle D} lassen sich durch Koeffizientenvergleich in der Gleichung
{\displaystyle D(Y)=Y-\sum _{k=2}^{\infty }c_{k}{\bigl (}D(Y){\bigr )}^{k}}
für {\displaystyle n\geq 2} sofort zu
{\displaystyle {\begin{array}{llll}d_{n}\!\!\!\!&=-\left[Y^{n}\right]&\displaystyle \sum _{k=2}^{\infty }c_{k}{\bigl (}D(Y){\bigr )}^{k}\end{array}}}
{\displaystyle \left.{\begin{array}{llllrr}\;&=-\left[Y^{n}\right]&{\Bigl (}&c_{2}(1\;Y^{1}&+\,d_{2}Y^{2}&+\dotsb +&d_{n-1}Y^{n-1})^{2}\\&&+&c_{3}&(1\;Y^{1}&+\dotsb +&d_{n-2}Y^{n-2})^{3}\\&&\,\vdots \\&&+&c_{n-1}&&(1\;Y^{1}+&d_{2}\,Y^{2})^{n-1}\\&&+&c_{n}&&&(1\;Y^{1})^{n}\;\;\;\\&&{\Bigr )}\end{array}}\qquad \qquad \right\rbrace {\text{ (RF)}}}
ausrechnen mit dem Operator {\displaystyle \left[Y^{n}\right]} für Koeffizientenextraktion.
Da die Formel {\displaystyle {\text{(RF)}}} auf ihrer rechten Seite nur Koeffizienten {\displaystyle d_{j}} mit Indizes {\displaystyle j<n} enthält, stellt sie eine rekursive Spezifikation der {\displaystyle d_{n}(n\geq 2)} dar.
Bemerkung
Da die Formel {\displaystyle {\text{(RF)}}} nur Ringoperationen (nur Additionen und Multiplikationen und keine Division) enthält, sind die Koeffizienten {\displaystyle d_{n}} ganzzahlige Polynome in den {\displaystyle c_{k}}; das hat zur Folge, dass {\displaystyle {\text{(RF)}}} über allen kommutativen unitären Ringen unabhängig von der Charakteristik und also gewissermaßen universell gültig ist.
Eine Herleitung der expliziten Auflösung
| {\displaystyle d_{n}} | {\displaystyle =} | {\displaystyle \sum (-1)^{i_{2}+i_{3}+\cdots }}              | {\displaystyle {\frac {(n-1+i_{2}+i_{3}+\cdots )!}{n!\;\;i_{2}!\,i_{3}!\,\cdots }}}                             | {\displaystyle c_{2}^{\,i_{2}}c_{3}^{\,i_{3}}\cdots }            |
|                       | {\displaystyle =} | {\displaystyle \sum (-1)^{\sum _{\nu =2}^{\infty }i_{\nu }}} | {\displaystyle {\frac {(n-1+\sum _{\nu =2}^{\infty }i_{\nu })!}{\;n!\quad \prod _{\nu =2}^{\infty }i_{\nu }!}}} | {\displaystyle \prod _{\nu =2}^{\infty }c_{\nu }^{\,i_{\nu }}} , |
bei der über alle Kombinationen {\displaystyle i_{2},i_{3},\ldots \in \mathbb {N} _{0}} mit   {\displaystyle 1\,i_{2}+2\,i_{3}+\cdots =\textstyle \sum _{\nu =2}^{\infty }(\nu -1)\,i_{\nu }=n-1}   zu summieren ist,
findet sich bei Morse und Feshbach.
Die ersten paar Koeffizienten von {\displaystyle D} sind:
| {\displaystyle d_{1}} | {\displaystyle =\;1}      |                                 |                                 |                                       | | | | | | | |
| {\displaystyle d_{2}} | {\displaystyle =\,-c_{2}} |                                 |                                 |                                       | | | | | | | |
| {\displaystyle d_{3}} | {\displaystyle =\,-c_{3}} | {\displaystyle +2\,c_{2}^{\,2}} |                                 |                                       | {\displaystyle (=\,-{\tfrac {(2+1+0)!}{3!\;1!\;0!}}c_{3}^{\,1}c_{2}^{\,0}+\!{\tfrac {(2+0+2)!}{3!\;0!\;2!}}c_{3}^{\,0}c_{2}^{\,2})}[Anm 3] | {\displaystyle (=\,-{\tfrac {(2+1+0)!}{3!\;1!\;0!}}c_{3}^{\,1}c_{2}^{\,0}+\!{\tfrac {(2+0+2)!}{3!\;0!\;2!}}c_{3}^{\,0}c_{2}^{\,2})}[Anm 3] | {\displaystyle (=\,-{\tfrac {(2+1+0)!}{3!\;1!\;0!}}c_{3}^{\,1}c_{2}^{\,0}+\!{\tfrac {(2+0+2)!}{3!\;0!\;2!}}c_{3}^{\,0}c_{2}^{\,2})}[Anm 3] | {\displaystyle (=\,-{\tfrac {(2+1+0)!}{3!\;1!\;0!}}c_{3}^{\,1}c_{2}^{\,0}+\!{\tfrac {(2+0+2)!}{3!\;0!\;2!}}c_{3}^{\,0}c_{2}^{\,2})}[Anm 3] | {\displaystyle (=\,-{\tfrac {(2+1+0)!}{3!\;1!\;0!}}c_{3}^{\,1}c_{2}^{\,0}+\!{\tfrac {(2+0+2)!}{3!\;0!\;2!}}c_{3}^{\,0}c_{2}^{\,2})}[Anm 3] | {\displaystyle (=\,-{\tfrac {(2+1+0)!}{3!\;1!\;0!}}c_{3}^{\,1}c_{2}^{\,0}+\!{\tfrac {(2+0+2)!}{3!\;0!\;2!}}c_{3}^{\,0}c_{2}^{\,2})}[Anm 3] | {\displaystyle (=\,-{\tfrac {(2+1+0)!}{3!\;1!\;0!}}c_{3}^{\,1}c_{2}^{\,0}+\!{\tfrac {(2+0+2)!}{3!\;0!\;2!}}c_{3}^{\,0}c_{2}^{\,2})}[Anm 3] |
| {\displaystyle d_{4}} | {\displaystyle =\,-c_{4}} | {\displaystyle +5\,c_{3}c_{2}}  | {\displaystyle -5\,c_{2}^{\,3}} |                                       | {\displaystyle (=\,-{\tfrac {(3+1+0+0)!}{4!\;1!\;0!\;0!}}c_{4}^{\,1}c_{3}^{\,0}c_{2}^{\,0}+\!{\tfrac {(3+0+1+1)!}{4!\;0!\;1!\;1!}}\,c_{4}^{\,0}c_{3}^{\,1}c_{2}^{\,1}-\!{\tfrac {(3+0+0+3)!}{4!\;0!\;0!\;3!}}\,c_{4}^{\,0}c_{3}^{\,0}c_{2}^{\,3})}[Anm 3] | {\displaystyle (=\,-{\tfrac {(3+1+0+0)!}{4!\;1!\;0!\;0!}}c_{4}^{\,1}c_{3}^{\,0}c_{2}^{\,0}+\!{\tfrac {(3+0+1+1)!}{4!\;0!\;1!\;1!}}\,c_{4}^{\,0}c_{3}^{\,1}c_{2}^{\,1}-\!{\tfrac {(3+0+0+3)!}{4!\;0!\;0!\;3!}}\,c_{4}^{\,0}c_{3}^{\,0}c_{2}^{\,3})}[Anm 3] | {\displaystyle (=\,-{\tfrac {(3+1+0+0)!}{4!\;1!\;0!\;0!}}c_{4}^{\,1}c_{3}^{\,0}c_{2}^{\,0}+\!{\tfrac {(3+0+1+1)!}{4!\;0!\;1!\;1!}}\,c_{4}^{\,0}c_{3}^{\,1}c_{2}^{\,1}-\!{\tfrac {(3+0+0+3)!}{4!\;0!\;0!\;3!}}\,c_{4}^{\,0}c_{3}^{\,0}c_{2}^{\,3})}[Anm 3] | {\displaystyle (=\,-{\tfrac {(3+1+0+0)!}{4!\;1!\;0!\;0!}}c_{4}^{\,1}c_{3}^{\,0}c_{2}^{\,0}+\!{\tfrac {(3+0+1+1)!}{4!\;0!\;1!\;1!}}\,c_{4}^{\,0}c_{3}^{\,1}c_{2}^{\,1}-\!{\tfrac {(3+0+0+3)!}{4!\;0!\;0!\;3!}}\,c_{4}^{\,0}c_{3}^{\,0}c_{2}^{\,3})}[Anm 3] | {\displaystyle (=\,-{\tfrac {(3+1+0+0)!}{4!\;1!\;0!\;0!}}c_{4}^{\,1}c_{3}^{\,0}c_{2}^{\,0}+\!{\tfrac {(3+0+1+1)!}{4!\;0!\;1!\;1!}}\,c_{4}^{\,0}c_{3}^{\,1}c_{2}^{\,1}-\!{\tfrac {(3+0+0+3)!}{4!\;0!\;0!\;3!}}\,c_{4}^{\,0}c_{3}^{\,0}c_{2}^{\,3})}[Anm 3] | {\displaystyle (=\,-{\tfrac {(3+1+0+0)!}{4!\;1!\;0!\;0!}}c_{4}^{\,1}c_{3}^{\,0}c_{2}^{\,0}+\!{\tfrac {(3+0+1+1)!}{4!\;0!\;1!\;1!}}\,c_{4}^{\,0}c_{3}^{\,1}c_{2}^{\,1}-\!{\tfrac {(3+0+0+3)!}{4!\;0!\;0!\;3!}}\,c_{4}^{\,0}c_{3}^{\,0}c_{2}^{\,3})}[Anm 3] | {\displaystyle (=\,-{\tfrac {(3+1+0+0)!}{4!\;1!\;0!\;0!}}c_{4}^{\,1}c_{3}^{\,0}c_{2}^{\,0}+\!{\tfrac {(3+0+1+1)!}{4!\;0!\;1!\;1!}}\,c_{4}^{\,0}c_{3}^{\,1}c_{2}^{\,1}-\!{\tfrac {(3+0+0+3)!}{4!\;0!\;0!\;3!}}\,c_{4}^{\,0}c_{3}^{\,0}c_{2}^{\,3})}[Anm 3] |
| {\displaystyle d_{5}} | {\displaystyle =\,-c_{5}} | {\displaystyle +6\,c_{4}c_{2}}  | {\displaystyle +3\,c_{3}^{\,2}} | {\displaystyle -21\,c_{3}c_{2}^{\,2}} | {\displaystyle +14\,c_{2}^{\,4}} | | | | | | |
| {\displaystyle d_{6}} | {\displaystyle =\,-c_{6}} | {\displaystyle +7\,c_{5}c_{2}}  | {\displaystyle +7\,c_{4}c_{3}}  | {\displaystyle -28\,c_{4}c_{2}^{\,2}} | {\displaystyle -28\,c_{3}^{\,2}c_{2}} | {\displaystyle +84\,c_{3}c_{2}^{\,3}} | {\displaystyle -42\,c_{2}^{\,5}} | | | | |
| {\displaystyle d_{7}} | {\displaystyle =\,-c_{7}} | {\displaystyle +8\,c_{6}c_{2}}  | {\displaystyle +8\,c_{5}c_{3}}  | {\displaystyle -36\,c_{5}c_{2}^{\,2}} | {\displaystyle +4\,c_{4}^{\,2}} | {\displaystyle -72\,c_{4}c_{3}c_{2}} | {\displaystyle +120\,c_{4}c_{2}^{\,3}} | {\displaystyle -12\,c_{3}^{\,3}} | {\displaystyle +180\,c_{3}^{\,2}c_{2}^{\,2}} | {\displaystyle -330\,c_{3}c_{2}^{\,4}} | {\displaystyle +132\,c_{2}^{\,6}} |
Die Monome sind hier in den Zeilen lexikographisch absteigend geordnet, d. h., {\displaystyle c_{3}^{\,2}=c_{3}c_{3}} kommt vor {\displaystyle c_{3}c_{2}} kommt vor {\displaystyle c_{3}} kommt vor {\displaystyle c_{2}^{\,2}}.
Die (ganzzahligen) Koeffizienten dieser Polynome sind in dieser Anordnung zusammengestellt in der Folge A304462 in OEIS.
Die Folge A000041 in OEIS enthält die Anzahl der Monome in der {\displaystyle n}-ten Zeile (= Anzahl der Partitionen einer {\displaystyle n}-elementigen Menge).
Mit der Substitution {\displaystyle D(X):=a_{1}\,B(X)} ergibt sich
{\displaystyle X=C{\bigl (}D(X){\bigr )}=A{\bigl (}a_{1}^{-1}D(X){\bigr )}=A{\bigl (}B(X){\bigr )}},
so dass {\displaystyle B(X)=a_{1}^{-1}D(X)} die gesuchte Umkehrfunktion von {\displaystyle A(X)} ist.
Sie hat die Koeffizienten
{\displaystyle b_{k}=a_{1}^{-1}d_{k}},
die allesamt ganzzahlige Polynome in {\displaystyle a_{1}^{-1}} und den {\displaystyle a_{n}} ({\displaystyle n\geq 2}) sind.

## Formel von Lagrange-Bürmann
Ein Sonderfall der Lagrangeschen Inversionsformel, die in der Kombinatorik benutzt wird, gilt für {\displaystyle f(w)=w/\phi (w)} mit analytischem {\displaystyle \phi (w)} und {\displaystyle \phi (0)\neq 0.} Durch die Setzung {\displaystyle a=0} wird {\displaystyle f(a)=f(0)=0.} Dann ist für die Inverse {\displaystyle g(z):=f^{-1}(z)}
{\displaystyle {\begin{aligned}g(z)&=\sum _{n=1}^{\infty }\left(\lim _{w\to 0}\left({\frac {\operatorname {d} ^{n-1}}{\operatorname {d} w^{n-1}}}\left({\frac {w}{w/\phi (w)}}\right)^{n}\right){\frac {z^{n}}{n!}}\right)\\&=\sum _{n=1}^{\infty }{\frac {1}{n}}\left({\frac {1}{(n-1)!}}\lim _{w\to 0}\left({\frac {\operatorname {d} ^{n-1}}{\operatorname {d} w^{n-1}}}\phi (w)^{n}\right)\right)z^{n},\end{aligned}}}
welches auch als
{\displaystyle [z^{n}]g(z)={\frac {1}{n}}[w^{n-1}]\phi (w)^{n}}
geschrieben werden kann mit dem Operator {\displaystyle [w^{r}]}, der den Koeffizienten des Terms {\displaystyle w^{r}} in der rechts davon stehenden formalen Potenzreihe in {\displaystyle w} extrahiert.
Eine nützliche Verallgemeinerung ist bekannt als Formel von Lagrange-Bürmann:
{\displaystyle [z^{n}]H(g(z))={\frac {1}{n}}[w^{n-1}]{\bigl (}H^{\prime }(w)\phi (w)^{n}{\bigr )}}
mit einer beliebigen analytischen Funktion {\displaystyle H}.
Die Ableitung {\displaystyle H^{\prime }(w)} kann eine sehr komplizierte Form annehmen, wann es durch {\displaystyle H(w)(1-\phi ^{\prime }(w)/\phi (w))} ersetzt werden kann, um
{\displaystyle [z^{n}]H(g(z))=[w^{n}]H(w)\phi (w)^{n-1}{\bigl (}\phi (w)-w\phi ^{\prime }(w){\bigr )}}
zu erhalten, welches
auf {\displaystyle \phi ^{\prime }(w)} anstelle von {\displaystyle H^{\prime }(w)} Bezug nimmt.

## Anwendungen

### Die Lambertsche W-Funktion
Die Lambertsche W-Funktion ist die durch die implizite Gleichung
{\displaystyle W(z)e^{W(z)}=z}
definierte Funktion {\displaystyle W(z)} .
Mithilfe der Lagrangesche Inversionsformel errechnet man für die Taylor-Reihe von {\displaystyle W(z)} am Punkt {\displaystyle z=0}
wegen {\displaystyle f(w)=w\mathrm {e} ^{w}} und {\displaystyle a=b=0} zuerst
{\displaystyle {\frac {\operatorname {d} ^{n}}{\operatorname {d} x^{n}}}\ \mathrm {e} ^{\alpha \,x}\,=\,\alpha ^{n}\,\mathrm {e} ^{\alpha \,x}} ,
woraus
{\displaystyle W(z)=\sum _{n=1}^{\infty }\lim _{w\to 0}\left({\frac {\operatorname {d} ^{\,n-1}}{\operatorname {d} w^{\,n-1}}}\ \mathrm {e} ^{-nw}\right){\frac {z^{n}}{n!}}\,=\,\sum _{n=1}^{\infty }(-n)^{n-1}\,{\frac {z^{n}}{n!}}=x-x^{2}+{\frac {3}{2}}x^{3}-{\frac {8}{3}}x^{4}+{\frac {125}{24}}x^{5}-\dotsb .}
Der Konvergenzradius dieser Reihe ist {\displaystyle \mathrm {e} ^{-1}} .
Einen größeren Konvergenzradius erhält man auf ähnliche Weise:
Die Funktion {\displaystyle f(z)=W(e^{z})-1\,} erfüllt die Gleichung
{\displaystyle 1+f(z)+\ln(1+f(z))=z} .
Entwickelt man {\displaystyle z+\ln(1+z)\,} in eine Potenzreihe und invertiert, dann erhält man für {\displaystyle f(z+1)=W(e^{z+1})-1} :
{\displaystyle W(e^{1+z})=1+{\frac {z}{2}}+{\frac {z^{2}}{16}}-{\frac {z^{3}}{192}}-{\frac {z^{4}}{3072}}+{\frac {13z^{5}}{61440}}-{\frac {47z^{6}}{1474560}}-{\frac {73z^{7}}{41287680}}+{\frac {2447z^{8}}{1321205760}}+{\mathcal {O}}(x^{9}).}
Man kann daraus {\displaystyle W(x)} ableiten, indem man {\displaystyle \ln x-1} durch {\displaystyle z} in dieser Reihe substituiert. Bspw. findet man {\displaystyle W(1)=0{,}567143\dotsc } bei {\displaystyle z=-1}.

### Binärbäume
Sei {\displaystyle {\mathcal {B}}} die Menge der Binärbäume mit NIL-Knoten.
Ein Baum aus {\displaystyle {\mathcal {B}}} ist entweder ein NIL-Knoten oder ein Knoten mit zwei Teilbäumen.
Die Anzahl solcher Binärbäume mit {\displaystyle n} (echten) Knoten sei mit {\displaystyle B_{n}} bezeichnet.
Die Entfernung der Wurzel spaltet den Binärbaum in zwei kleinere Teilbäume.
Daraus folgt für die erzeugende Funktion {\displaystyle B(z)=\sum _{n=0}^{\infty }B_{n}z^{n}}:
{\displaystyle B(z)=1+zB(z)^{2}.}
Nun sei {\displaystyle C(z)=B(z)-1}, und damit {\displaystyle C(z)=z(C(z)+1)^{2}} .
Die Anwendung der Lagrangeschen Inversionsformel mit {\displaystyle \phi (w)=(w+1)^{2}} ergibt:
{\displaystyle B_{n}=[z^{n}]C(z)={\frac {1}{n}}[w^{n-1}](w+1)^{2n}={\frac {1}{n}}{\binom {2n}{n-1}}={\frac {1}{n+1}}{\binom {2n}{n}}.}
und das ist die {\displaystyle n}-te Catalan-Zahl.